# خوسيه فاراكا
خوسيه فاراكا (بالإسبانية: José Varacka)‏ (مواليد 27 مايو 1932) هو لاعب كرة قدم. لعب مع منتخب الأرجنتين لكرة القدم. سبق له أن لعب في كأس العالم لكرة القدم مع منتخب بلاده.

## روابط خارجية
- خوسيه فاراكا على موقع الاتحاد الدولي (مؤرشف)  (الإنجليزية)
- خوسيه فاراكا على موقع قاعدة بيانات كرة القدم.إي يو (الإنجليزية)
- خوسيه فاراكا على موقع ناشيونال فوتبول تيمز (الإنجليزية)
- خوسيه فاراكا على موقع عالم كرة القدم.نت (الإنجليزية)